# Nāḩiyat Dā‘il
Nāḩiyat Dā‘il (arabiska: ناحية داعل) är ett subdistrikt i Syrien.   Det ligger i provinsen Dar'a, i den sydvästra delen av landet, 80 km söder om huvudstaden Damaskus.
Trakten runt Nāḩiyat Dā‘il består till största delen av jordbruksmark. Runt Nāḩiyat Dā‘il är det ganska tätbefolkat, med 214 invånare per kvadratkilometer.